# Sint Maartenskerk (Elst)

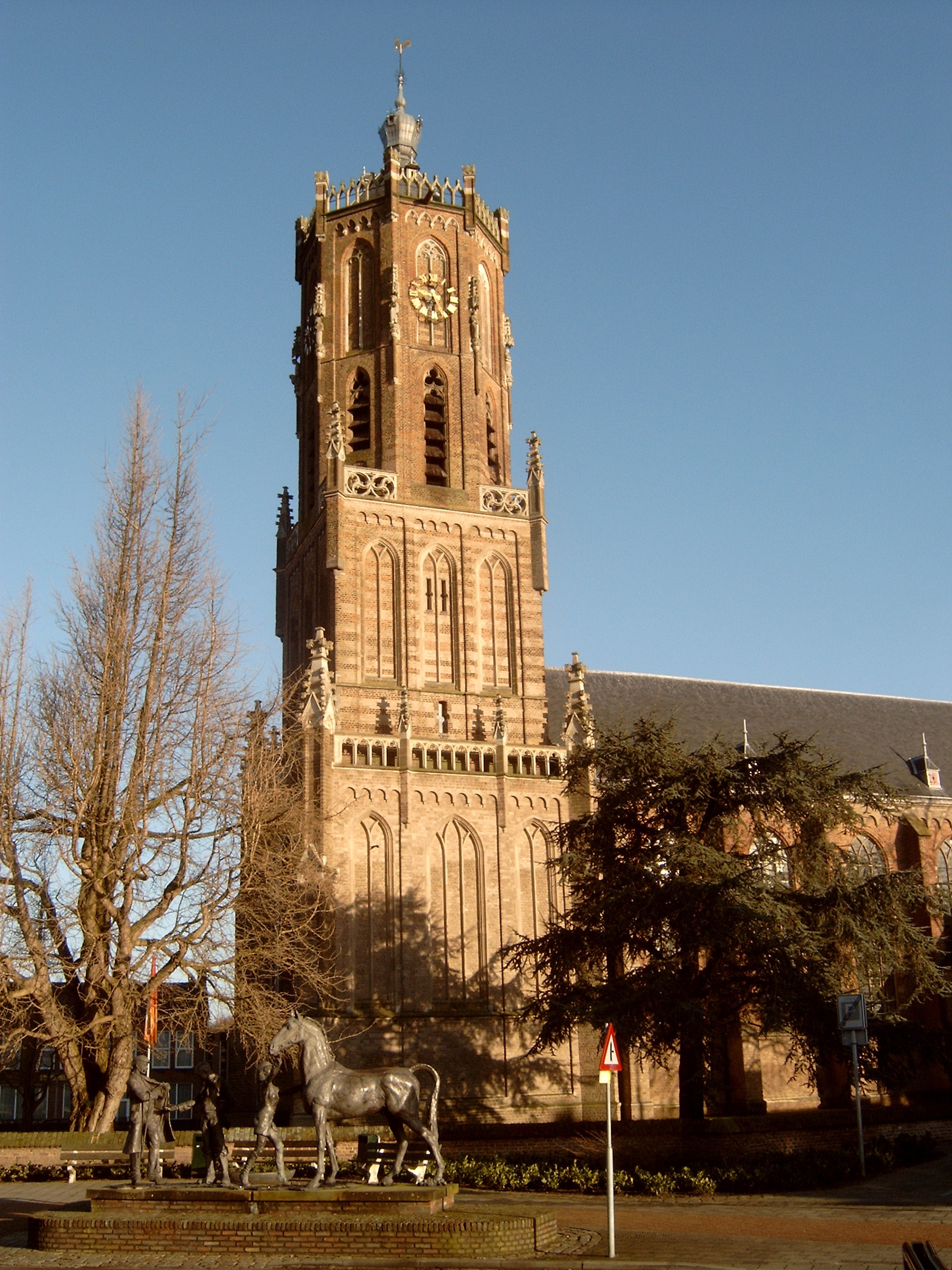
Der reichverzierte spätgotische Kirchturm von Sint Maarten

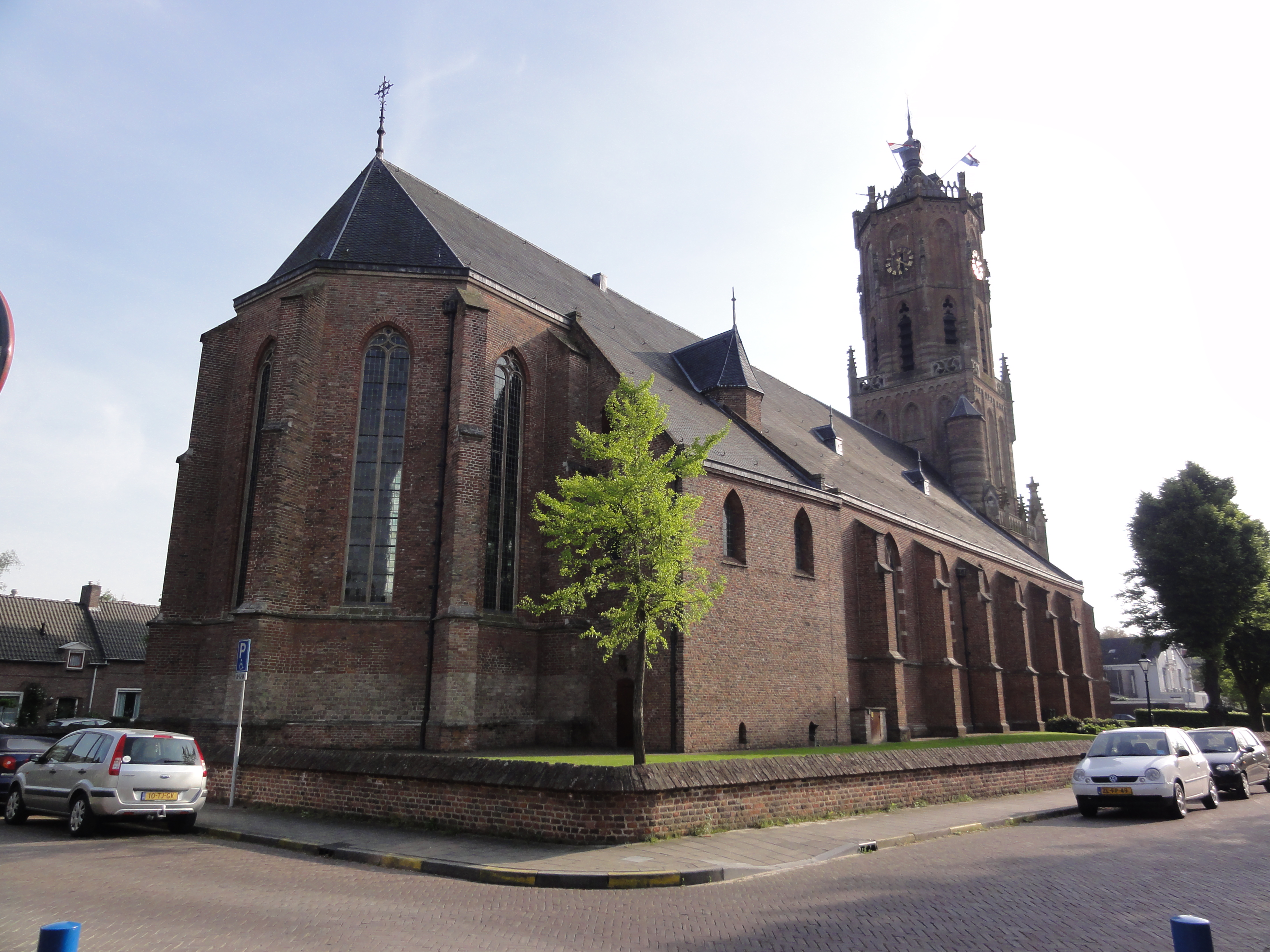
Blick zum Chor mit der romanischen Sakristei und darunter zwei erhaltenen Kryptafenstern

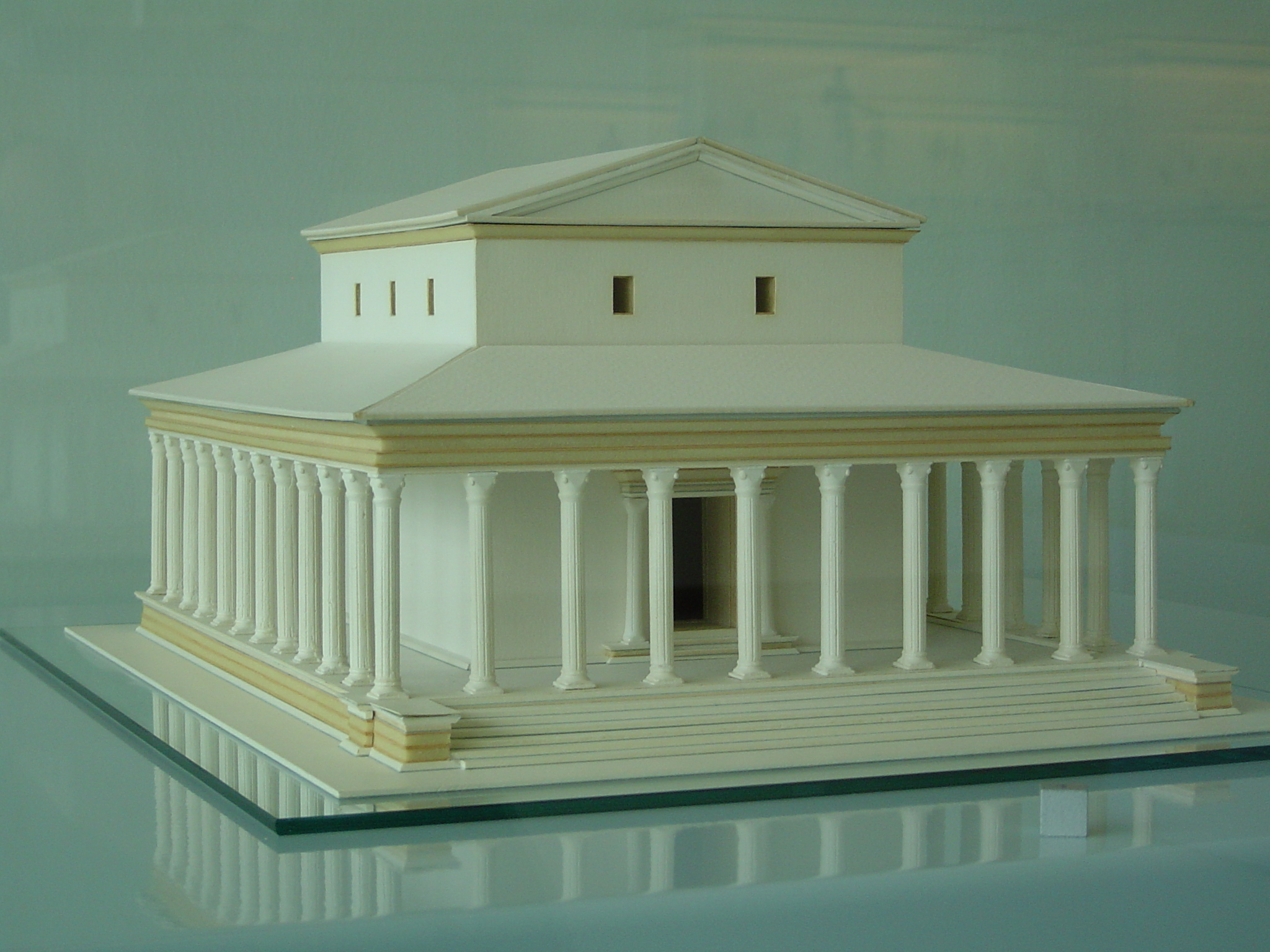
Rekonstruktion des römischen Tempels in Elst

Die Grote of Sint Maartenskerk (deutsch Große oder St.-Martins-Kirche; auch Sint Werenfriduskerk genannt) ist ein Kirchengebäude der Protestantischen Kirche in den Niederlanden in Elst in der Gemeinde Overbetuwe in der niederländischen Provinz Gelderland. Die Kirche  ist seit 1970 als Rijksmonument eingestuft.

## Geschichte
Die Tradition von Kultus und Gottesdienst am Standort der Kirche reicht bis in die Römerzeit zurück. Im Rahmen des Wiederaufbaus der Kirche nach Zerstörungen im Zweiten Weltkrieg brachten archäologische Untersuchungen unterhalb des gotischen Langhauses die Fundamente eines römischen Tempels aus der Zeit um 50 n. Chr. mit den Ausmaßen 30,9 × 23,1 m zu Tage.
Funde deuten darauf hin, dass der Tempel wiederum selber über einem Heiligtum der Bataver errichtet wurde.
Eine Pfarrkirche existierte wahrscheinlich ab etwa 690 an dieser Stelle. Sie wurde durch den heiligen Willibrord St. Salvator geweiht. Als Willibrords Gefolgsmann in der Mission wirkte hier der heilige Werenfridus. Bei den archäologischen Grabungen wurden in das 8. Jahrhundert datierte Fundamente der Salvatorkirche mit für die Zeit enormen Dimensionen aufgefunden, was auf die Bedeutung Elsts für die christliche Mission schließen lässt. Sie war eine große Saalkirche mit einem Langhaus von 22 × 12 m und einen eingezogenen, gerade geschlossenen Chor von 5 × 5 m. Dieses Gotteshaus wurde im Jahr 930 durch einen normannischen Überfall zerstört.
Bischof Balderich von Utrecht veranlasste den Wiederaufbau der Kirche und weihte den Neubau dem heiligen Martin von Tours. Gleichzeitig erfolgte die Erhebung der Gebeine des Werenfridus, die in der Krypta bestattet wurden.
Ab 1444 wurde die romanische Kirche durch einen spätgotischen zweischiffigen Neubau ersetzt. Das Langhaus besitzt lediglich ein nördliches Seitenschiff, deutlich niedriger als das Hauptschiff, ohne dass der Höhenunterschied für einen Obergaden genutzt wäre. Damit ist die Maartenskerk der seltene Fall einer asymmetrischen Pseudobasilika. Im Jahr 1483 wurde die Kirche dem heiligen Werenfridus geweiht. Doch schon in der Reformation wurde der Werenfridusschrein im Bildersturm zerstört. Nördlich des gotischen Chores haben sich bis heute in der Sakristei Teile des romanischen Chores und der darunterliegenden Krypta erhalten. Die Kirchengemeinde gehört der unierten Protestantischen Kirche in den Niederlanden an.

## Orgel
Die Geschichte der Orgeln der Sint Maartenskerk reicht zurück in das 16. Jahrhundert. Die heutige Orgel wurde 1953 von der Orgelbaufirma G. van Leeuwen & Söhne (Leiderdorp) erbaut, als Ersatz für die 1944 zerstörte Orgel des Orgelbauers C.G.F. Witte aus dem Jahre 1869.
| I Hauptwerk C–f3 |                 |       |
| 1.               | Quintadeen      | 16′   |
| 2.               | Prestant        | 8′    |
| 3.               | Spitsgamba      | 8′    |
| 4.               | Roerfluit       | 8′    |
| 5.               | Octaaf          | 4′    |
| 6.               | Nachthoorn      | 4′    |
| 7.               | Quint           | 2 ⁄3′ |
| 8.               | Octaaf          | 2′    |
| 9.               | Mixtuur VI-VIII |       |
| 10.              | Trompet         | 16′   |
| 11.              | Trompet         | 8′    |
| 12.              | Trompet         | 4′    |

| II Rückpositiv C–f3 |                 |       |
| 13.                 | Holpijp         | 8′    |
| 14.                 | Prestant        | 4′    |
| 15.                 | Speelfluit      | 4′    |
| 16.                 | Octaaf          | 2′    |
| 17.                 | Woudfluit       | 2′    |
| 18.                 | Quint           | 1 ⁄3′ |
| 19.                 | Sesquialtera II |       |
| 20.                 | Scherp IV       |       |
| 21.                 | Dulciaan        | 8′    |
|                     | Tremulant       |       |

| Pedalwerk C–f1 |            |     |
| 22.            | Prestant   | 16′ |
| 23.            | Octaaf     | 8′  |
| 24.            | Octaaf     | 4′  |
| 25.            | Mixtuur IV |     |
| 26.            | Bazuin     | 16′ |
| 27.            | Trompet    | 8′  |
| 28.            | Cornet     | 4′  |
| 29.            | Cinq       | 2′  |

- Koppeln: II/I, I/P, II/P